# Flugplatz Pinkafeld

i7
i11
i13
Der Flugplatz Pinkafeld (ICAO-Code: LOGP) ist ein privater Flugplatz in Pinkafeld im österreichischen Burgenland. Er wird durch den Sportfliegerclub Pinkafeld betrieben.

## Lage
Der Flugplatz liegt etwa 1,5 km nördlich des Zentrums der Gemeinde Pinkafeld. Naturräumlich liegt der Flugplatz im Südburgenland im Pinkatal.

## Flugbetrieb
Am Flugplatz Pinkafeld findet Flugbetrieb mit Segelflugzeugen, Motorseglern, Ultraleichtflugzeugen, Motorflugzeugen und Hubschraubern statt. Der Flugplatz verfügt über eine 630 m lange Start- und Landebahn aus Gras. Segelflugzeuge starten per Flugzeugschlepp. Nicht am Platz stationierte Flugzeuge benötigen eine Genehmigung des Platzhalters (PPR), um in Pinkafeld landen zu können. Der Flugplatz verfügt über eine Tankstelle für AvGas und MoGas.